# Eoplectreurys
Eoplectreurys – rodzaj pająka z rodziny Plectreuridae żyjącego w środkowej jurze na obecnych terenach Azji. Został opisany w 2010 roku przez Paula Seldena i Huanga Diyinga w oparciu o skamieniałości odkryte w datowanych na około 165 mln lat osadach pokładów Daohugou w Mongolii Wewnętrznej. Pod względem morfologii jest bardzo podobny do współczesnych przedstawicieli Plectreuridae, w szczególności do rodzaju Plectreurys, dlatego Selden i Huang stwierdzają, że wątpliwości dotyczące jego przynależności do tej rodziny są niewielkie – dowodzi to, że Plectreuridae są grupą bardzo konserwatywną ewolucyjnie. Dorosłe samce E. gertschi mierzyły mniej niż 3,5 mm długości, co sprawia, że gatunek ten jest najmniejszym znanym przedstawicielem rodziny. Odkrycie środkowojurajskich skamieniałości Eoplectreurys wydłuża znany okres istnienia Plectreuridae o około 120 mln lat – najstarszym oprócz niego przedstawicielem tej rodziny jest Palaeoplectreurys baltica sprzed około 44–49 mln lat, a kolejne pod względem wieku szczątki pochodzą z miocenu (Plectreurys pittfieldi). Eoplectreurys jest najstarszym znanym przedstawicielem zarówno rodziny Plectreuridae, jak i całego kladu Haplogynae.
Nazwa rodzajowa Eoplectreurys pochodzi od greckiego słowa eos, oznaczającego świt, oraz bardzo podobnego rodzaju Plectreurys. Nazwa gatunkowa gatunku typowego, gertschi, honoruje Willisa J. Gertscha, który badał pająki z rodziny Plectreuridae.